# Pharmabest
 (octobre 2020).
Pharmabest est un groupement d'officines pharmaceutiques françaises. Il regroupe, à fin 2023, 122 des plus grandes pharmacies de France et Outre-mer et propose une vision novatrice de l’exercice officinal alliant croix verte, services de santé de proximité et offre très large en parapharmacie.
Basé sur un modèle de surfaces de ventes importantes de 700m² en moyenne, le groupement Pharmabest a enregistré un chiffre d’affaires d’1,2 milliard d’euros et une croissance de 14% par rapport à 2022.

## Historique
Créé vers 1990 par de grosses officines du sud de la France pour mutualiser leurs négociations d’achats sur les produits hors monopole (dermo-cosmétiques, produits d’hygiène, compléments alimentaires...), le G7 était un groupement organisé en GIE.
Si cette organisation bénéficiait d’une forte notoriété auprès des fabricants et des laboratoires pharmaceutiques, elle était inconnue du grand public, des patients. Pour répondre à la transformation profonde de l’environnement de la pharmacie, le réseau informel s’est transformé en un réseau de pharmaciens autour d’une marque. Pharmabest est créé en 2016, autour de 21 grandes officines françaises et est présidée par David Abenhaim, pharmacien co-titulaire de la pharmacie Prado-Mermoz à Marseille.
Le développement d’une marque de distributeur est le moyen de développer de nouvelles offres de services et de gagner en visibilité auprès des Français. En 8 ans, Pharmabest est devenu un des tout premiers groupements en France et rassemble aujourd’hui 122 des 600 plus grandes pharmacies nationales. Le groupement est classé 59e enseigne de distribution en France dans le Top 100 LSA 2022.

## Fonctionnement du groupement
Pharmabest est organisé en SAS dont chaque pharmacien est actionnaire, elle est présidée par David Abenhaim et son Directeur général est Alain Styl.
Le groupement met à disposition de ses membres des moyens communs dans les relations avec les fournisseurs (centrale d’achat, outils de gestion), de communication (marque Pharmabest, site web ombrelle, campagnes promotionnelles, réseaux sociaux, programme de fidélité, magazine consumer) et propose sans cesse d’élargir les services (télémédecine, click & collect, scan ordonnance, cabines d’entretiens individuelles). Les pharmacies Pharmabest ont un concept de magasin unique et adapté à leurs clients afin de promouvoir une véritable expérience client.

## Développements
Le développement du réseau autour d’un modèle économique 50% médicaments et 50% parapharmacie s'inscrit dans un contexte général de diminution du nombre de pharmacies en France (-10% depuis 10 ans), de concurrence sur les prix et d'augmentation des missions confiées aux pharmaciens qui étaient auparavant l'apanage des médecins ou des laboratoires. Pharmabest centralise ses achats pour proposer 25 000 références de parapharmacie dans les officines du réseau.

Pharmabest développe les services de santé de proximité et libère ainsi du temps médical pour les médecins. L’essentiel du réseau dispose de cabines de consultation permettant la vaccination, la consultation de télémédecine et les entretiens avec les patients atteints de cancer. Le président David Abenhaim milite pour « l'autorisation de prescrire des médicaments en urgence pour des affections bénignes (cystites, angines, infections cutanées...) ». Avec le Covid, la téléconsultation, la vaccination et les tests se sont fortement développés dans les pharmacies du réseau. Ces dernières ont naturellement participé à l’effort collectif en disposant rapidement de masques efficaces et vendus à prix coutant.

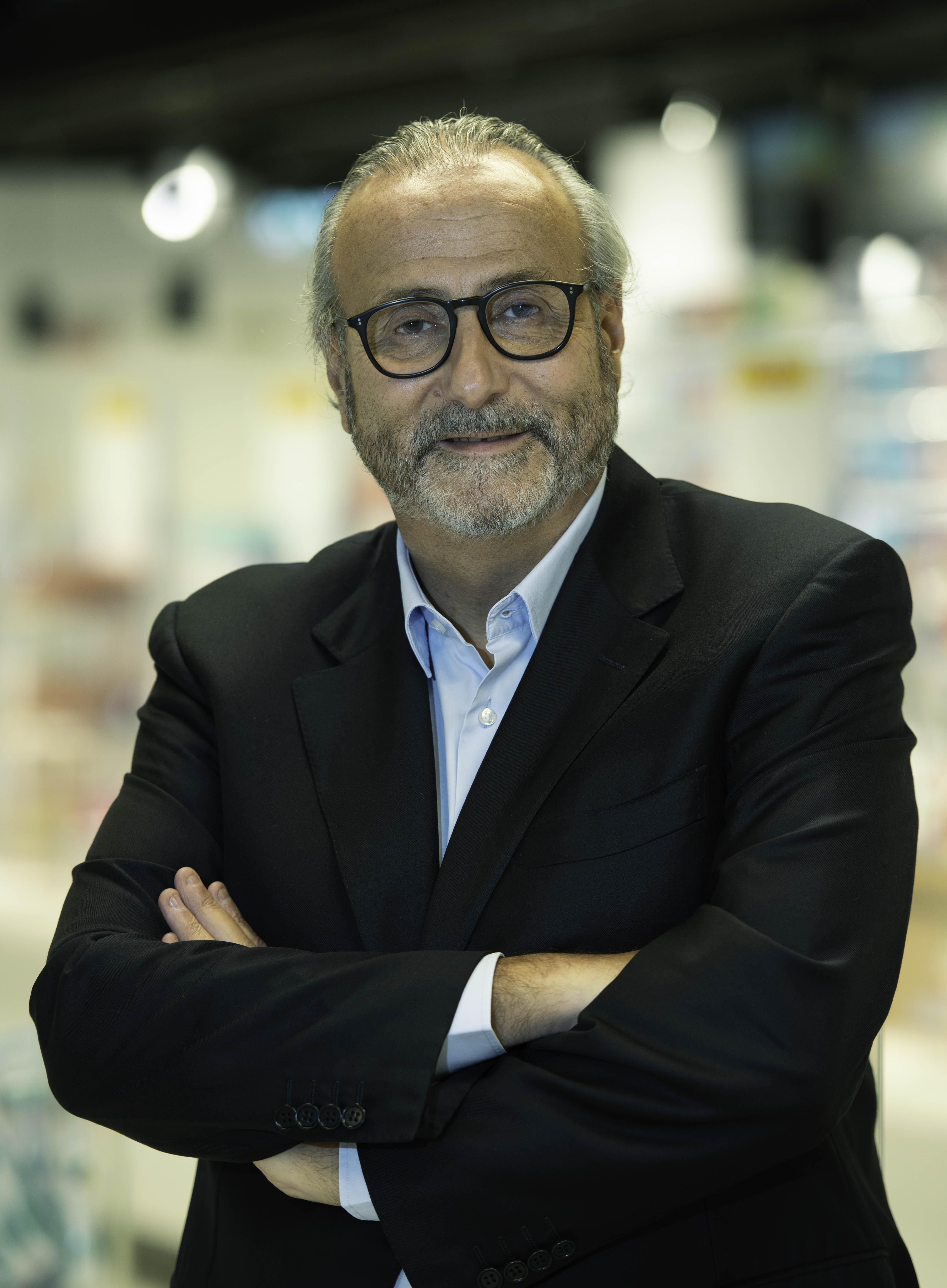
David Abenhaim, Président de Pharmabest

Le développement des marques propres constitue l’un des piliers majeurs de Pharmabest afin de proposer à prix accessibles des produits de santé, d’hygiène et de beauté du quotidien, naturels et élaborés en France. En 2023, les marques propres Pharmascience et Pharmabiotic comptent plus de 200 références pour 1,7 million de produits vendus (huiles essentielles, compléments alimentaires, sprays nasaux, gels Aloe vera, gels douche…).
En septembre 2020, Pharmabest a ouvert la plus grande officine de son réseau au Forum des Halles avec 2000 m² d’espace, 4,5 km de linéaires, un robot qui stocke et distribue 40 000 médicaments et un objectif moyen de panier d'achat de 40 €. En 8 ans, le réseau a connu une croissance régionale équilibrée en étant présent dans toutes les régions et dans 54 départements de France et d’Outre-mer.

## Concurrents
Les principaux concurrents sont : Aprium, Elsie Santé, Giphar, Leader Santé, Pharmacie Lafayette, Pharmavie.